# Calosphen pleuralis
Calosphen pleuralis är en tvåvingeart som först beskrevs av Cresson 1930.  Calosphen pleuralis ingår i släktet Calosphen och familjen skridflugor.
Artens utbredningsområde är Colombia. Inga underarter finns listade i Catalogue of Life.